# Soyuz TM-9

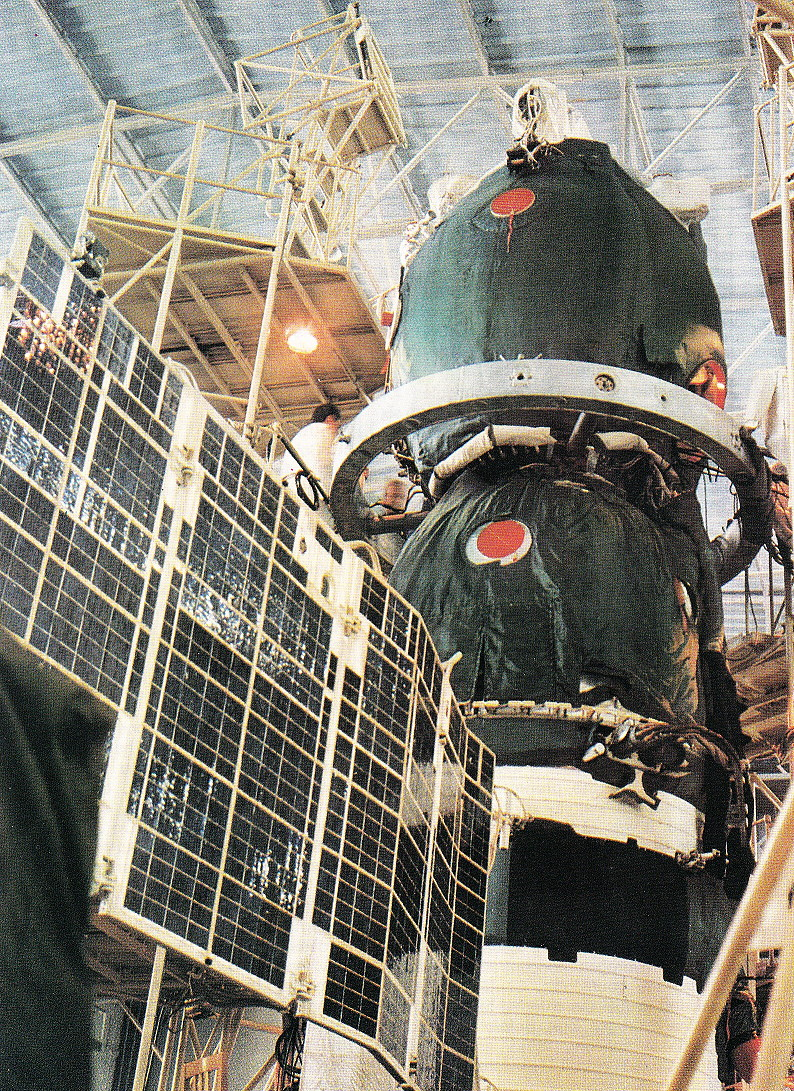
Integração da Soyuz

Soyuz TM-9 foi a nona expedição à estação orbital Mir, realizada entre fevereiro e agosto de 1990.

## Tripulação
Lançados
| Posição           | Cosmonautas        |
| ----------------- | ------------------ |
| Comandante        | Anatoly Solovyev   |
| Engenheiro de voo | Aleksandr Balandin |

## Parâmetros da Missão
- Massa: 7 150 kg
- Perigeu: 373 km
- Apogeu: 387 km
- Inclinação: 51.6°
- Período: 92.2 minutos

## Pontos altos da missão
Durante a aclopagem entre a nave e a estação,, os cosmonautas a bordo da Mir perceberam que três dos oito cobertores térmicos (camadas de isolação à vácuo) do módulo de descida da nave Soyuz-TM 9 que se aproximava haviam se afrouxado de seus pontos de fixação, perto do escudo de calor, ainda se mantendo fixados à extremidades superiores. A maior preocupação era que a cápsula pudesse se esfriar, permitindo a condensação internamente que poderia causar curto-ircuito nos sistemas elétricos. Também se temia que um dos cobertores pudesse bloquear o sensor infravermelho vertica, que orientava o módulo para a reentrada.
Três outros focos de preocupação surgiram: que os parafusos explosivos unindo o módulo de serviço ao módulo de descida pudessem falhar após a exposição direta ao espaço, que o protetor de calor podia estar comprometido devido à exposição direta ao espaço, e que um EVA para consertar os protetores podiar causar outros estragos. Foi considerado o envio da Soyuz TM-10 com um cosmonauta como uma missão de resgate.
Durante o período de AEV (atividades extra-veiculares), os cosmonautas recolocaram dois dos três protetores e deixaram o terceiro sozinho. Durante a reentrada, os cosmonautas ejetaram o módulo orbital e o módulo de serviço simultaneamente em uma tentativa de minizar as chances de um protetor ter problemas. Normalmente o módulo orbital era ejetado primeiro. O módulo de descida não sofreu nenhum dano como resultado de sua exposição prolongada à condições do espaço. A reentrada ocorreu normalmente.